# Chafiz Kuszajew
Chafiz Kuszajewicz Kuszajew (ros. Хафиз Кушаевич Кушаев, ur. 15 października 1888 we wsi Salejewo w guberni orenburskiej, zm. 27 września 1937 w Moskwie) – baszkirski radziecki polityk, przewodniczący Centralnego Komitetu Wykonawczego (CIK) Baszkirskiej ASRR (1922-1929).
Kształcił się w medresie "Galija" w Kazaniu, skąd został usunięty, 1909-1917 służył w rosyjskiej armii. Od 1919 członek RKP(b) i wojskowy komisarz kantonu argajaszskiego, potem przewodniczący argajaszskiego zarządu kantonowego. Od lipca 1921 do 16 marca 1929 przewodniczący CIK Baszkirskiej ASRR, od 1929 pracownik CIK ZSRR, potem wydawnictwa "Włast' Sowietow" ("Władza Rad"), następnie do lipca 1937 instruktor Rady Narodowości CIK ZSRR.
19 lipca 1937 aresztowany, następnie skazany na śmierć przez Wojskowe Kolegium Sądu Najwyższego ZSRR i rozstrzelany. 30 lipca 1957 pośmiertnie zrehabilitowany.